# Ilmari Hannikainen
Ilmari Hannikainen   (Jyväskylä, 19 d'octubre de 1892 - Kuhmoinen, 25 de juliol de 1955), nom complet Toivo Ilmari Hannikainen, fou un pianista i compositor finlandès. Era fill de Pekka Hannikainen i germà de Tauno, Väinö i Arvo Hannikainen.

## Biografia
Des de 1923, Hannikainen va ser el primer professor a tocar el piano al Conservatori de Hèlsinki (a partir del 1939, Acadèmia Sibelius i es va convertir en professor allà el 1939.
Va realitzar diverses gires de concerts a Europa i va representar Finlàndia al concert escandinau a Londres el 1923, entre d'altres. Hannikainen va compondre un quartet de piano, un concert per a piano, diverses cançons solistes i peces de piano més petites, així com música per a l'òpera folk Skördefesten.
Va ser actiu principalment fent música clàssica, però també va escriure música de cinema.
Ilmari Hannikainen també ha compost una sèrie de cançons espirituals que han estat molt apreciades. Alguns exemples són: 
Vine a mi, El meu Senyor Jesús i El salmista,
Hannikainen es va ofegar mentre navegava a Kuhmoinen, el 1955. Alguns dels seus col·legues, com Aarre Merikanto, van considerar la seva mort un suïcidi. Està enterrat al cementiri de Sandudds a Hèlsinki.

## Producció de composicions
Hannikainen és un compositor important de la música de piano a Finlàndia. La major part de la seva producció es va fer durant els seus anys d'estudiant i joventut, ja que Hannikainen es va centrar més tard en la seva carrera com a professor i pianista. Després de mitjans dels anys vint, la producció de composició va cessar pràcticament, a excepció de l'obra Talkootanssit, que va ser encarregada per Aino Ackté el 1930 . Hannikainen era estilísticament un romàntic, i la seva música de vegades va acompanyada de la influència de l'impressionisme francès.
La gamma de composicions per a piano d'Ilmari Hannikainen inclou música per a pianistes de tots els nivells, des de principiants fins a professionals. Van ser influenciat per les obres de Franz Liszt, Robert Schumann i Claude Debussy. Les composicions a gran escala de Hannikainen són les Variations fantasques i les sonates primerenques per a piano. Les composicions menors de piano més conegudes de Hannikainen inclouen Berceuse, Ilta, Virvatuli, Keskustelu, Debussyn varjokuva i Basso ostinato i Fuga .
L'obra més àmplia i significativa de Hannikainen és el Concert de piano en si menor, op. 7. Hannikainen va començar a compondre el concert el 1917 mentre estudiava a Sant Petersburg amb Aleksandr Ziloti. El concert es va acabar finalment el 1920 i es va estrenar el mateix any amb el compositor com a solista. L'Orquestra Filharmònica de Hèlsinki va tocar per primer cop sota la batuta de Robert Kajanus. Després de l'estrena, l'obra es va representar per primera vegada al Concert Memorial de Hannikainen el 1958, després de la qual cisa es va oblidar durant dècades. El 1958, el solista era Tapani Valsta i l'orquestra era dirigida per Tauno Hannikainen. Des de la dècada de 1980 es tornà a representar unes quantes vegades, i les seves notes s'han imprès amb dos arranjaments per a piano el 2005.
A més, va compondre quartets de piano (dues versions), cançons i la cançó Talkootanssit (Erkki Kivijärvi, 1930). Hannikainen també va produir una sèrie orquestral de cinc peces sobre Talkootanssit.

## Obres principals
- Sonata per a piano (vers 1910)
- Sonata per a piano (1913)
- Miniatures, per a piano
- Berceuse op.4 núm.2, per a piano(1913-1914)
- Ilta op.4 núm.3, per a piano (1913-1914)
- Focs follets op.4 núm.4, per a piano (1914)
- Ensilumi (Primera neu) op. 11b, per a piano (1915)
- Suihkulähteellä (A la font) op. 12, per a piano (1916)
- Concert per a piano op. 7 (1916-1917)
- Variations fantasques op. 19, per a piano (1916-1924)
- Quartet de cordes (1919)
- Debussyn varjokuva (Silueta de Debussy) op. 20, pour piano (1921)
- Talkootanssit (La dansa del poble) op. 37 (1930)